# Amalia García Medina
Amalia García Medina, née le 6 octobre 1951 à Zacatecas, est une femme politique mexicain. Elle est la gouverneure de l'État mexicain de Zacatecas entre le 12 septembre 2004 et 11 septembre 2010,.